# Ana Martín
Ana Martin, właściwe Beatriz Martinez Solorzano (ur. 14 maja 1946 w Meksyku) – meksykańska aktorka.
Córka komika Jesúsa Martíneza „Palillo”. W 1963 "Miss Meksyku" wzięła udział w wyborach "Miss World".
Debiutowała w filmie Gangster El (1965). W telenoweli Cena Marzeń zagrała Refugio Ochoa de Perez, matkę tytułowej Rubi, za którą rolę otrzymała prestiżową nagrodę przyznawaną w plebiscycie Premios TVyNovelas w 2005 roku. Wcześniej otrzymała do niej jedynie nominacje za główne role w telenowelach Gabriel y Gabriela oraz El Pecado de Oyuki.

## Filmografia

### Filmy
- Cena marzeń (2004) jako Refugio Ochoa Pérez
- In the Time of the Butterflies (2001) jako Mama
- Corazones Rotos (2001) jako Celina
- Un Boleto para Soñar (1998)
- Dulces Compañías (1995) jako Nora
- Los Renglones Torcidos de Dios (1982)
- Verano Salvaje (1980)
- Vivir para Amar (1980)
- Ángela Morante, ¿crimen o suicidio? (1978)
- Cadena Perpetua (1978)
- El Lugar Sin Límites (1978) jako Japonesita
- Mil Caminos tiene la Muerte (1976) jako Claudia
- El Pacto (1976)
- El Primer paso... de la mujer (1974)
- El Profeta Mimi (1973)
- Lágrimas de mi Barrio (1972)
- La Mujer del Diablo (1972)
- Hoy he soñado con Dios (1972)
- Victoria (1972)
- Fin de Fiesta (1972) jako Raquel
- Tacos al carbón (1971)
- En Esta Cama Nadie Duerme (1971)
- Los Corrompidos (1971) jako Luz María
- ¿Por qué nací mujer? (1970) jako Santa
- Faltas a la moral (1970)
- El Golfo(1969)
- La Rebelion de las Hijas (1969)
- Siempre hay una primera vez (1969) jako Rosa
- Romance Sobre Ruedas (1968)
- Corona de Lágrimas (1968)
- Cerebro infernal (1967)
- Return of the Gunfighter (1967) jako Anisa
- La Muerte es Puntual (1967)
- Acapulco a go-go (1967)
- Blue Demon Contra Las Diabólicas (1966)
- Pánico (1966)
- El Ángel y Yo (1966)
- El Gángster (1965)

### Telenowele
- Światło twoich oczu (2017/2018) jako Angustias
- Po prostu Maria (2015-2016) - jako Felicitas "Dona Feli"
- Prawdziwe uczucie (2012-2013) jako Candelaria Corona
- Zakazane uczucie (2011-2012) jako Maria
- Miłość jak tequila (2007) jako Clara "Clarita" Garcia de Hernandez
- Cena marzeń (2004) jako Refugio Ochoa Pérez
- La Madrastra (2005) jako Socorro
- Amar Otra Vez (2003)
- Amor Real (2003) jako Rosario
- Atrévete a Olvidarme (2001) jako Sabina
- Navidad Sin Fin (2001) jako Teófila
- Alma Rebelde (1999) jako Clara Hernandez
- Ángela (1998) jako Delia Bellati Roldán
- Gente Bien (1997) jako Alicia
- La Culpa (1996) jako Cuquita
- El Pecado de Oyuki (1988) jako Oyuki
- La Pasión de Isabela (1984) jako Isabela
- Gabriel y Gabriela(1982) jako Gabriel/Gabriela
- La Llama de Tu Amor (1979)
- Muchacha de Barrio (1979) jako Laura
- Mundos opuestos (1976) jako Mónica de la Mora
- El Milagro de Vivir (1975) jako Jenny Gordon
- El Manantial del Milagro (1974) jako Blanca
- Mi Primer Amor (1973) jako Baby
- Tú Eres Mi Destino I (1969)